# Communauté de communes du Clermontois
Die Communauté de communes du Clermontois ist ein französischer Gemeindeverband mit Rechtsform einer Communauté de communes im Département Oise in der Region Hauts-de-France. Sie wurde am 27. Dezember 1999 gegründet und umfasst 18 Gemeinden (Stand: 1. Januar 2022). Der Verwaltungssitz befindet sich im Ort Clermont.

## Historische Entwicklung
Sie wurde am 5. November 1960 als Discrict Urbain de Clermont gegründet, nannte sich seit 1994 Communauté de communes du Pays du Clermontois und wurde schließlich 1999 auf den aktuellen Namen umgegründet. Am 1. Januar 2013 wurde die Gemeinde Bury aufgenommen.
Am 8. September 2021 verabschiedete der Rat der Gemeinde Ansacq den Antrag, diesen Gemeindeverband zu verlassen und sich der Communauté de communes Thelloise anzuschließen. Dieser Übergang trat zum 1. Januar 2022 in Kraft.

## Mitgliedsgemeinden
| Gemeinde                              | Einwohner 1. Januar 2022 | Fläche km² | Dichte Einw./km² | Code INSEE | Postleitzahl |
| ------------------------------------- | ------------------------ | ---------- | ---------------- | ---------- | ------------ |
| Agnetz                                | 3.060                    | 12,94      | 236              | 60007      | 60600        |
| Breuil-le-Sec                         | 2.526                    | 8,89       | 284              | 60106      | 60840        |
| Breuil-le-Vert                        | 3.150                    | 7,37       | 427              | 60107      | 60600        |
| Bury                                  | 2.876                    | 17,05      | 169              | 60116      | 60250        |
| Cambronne-lès-Clermont                | 1.179                    | 9,34       | 126              | 60120      | 60290        |
| Catenoy                               | 1.080                    | 12,61      | 86               | 60130      | 60840        |
| Clermont                              | 10.704                   | 5,81       | 1.842            | 60157      | 60600        |
| Erquery                               | 592                      | 5,91       | 100              | 60215      | 60600        |
| Étouy                                 | 839                      | 9,53       | 88               | 60225      | 60600        |
| Fitz-James                            | 2.546                    | 9,65       | 264              | 60234      | 60600        |
| Fouilleuse                            | 144                      | 2,91       | 49               | 60247      | 60190        |
| Lamécourt                             | 194                      | 3,44       | 56               | 60345      | 60600        |
| Maimbeville                           | 385                      | 5,75       | 67               | 60375      | 60600        |
| Mouy                                  | 5.339                    | 9,87       | 541              | 60439      | 60250        |
| Neuilly-sous-Clermont                 | 1.591                    | 7,74       | 206              | 60451      | 60290        |
| Nointel                               | 1.156                    | 9,35       | 124              | 60464      | 60840        |
| Rémécourt                             | 75                       | 2,78       | 27               | 60529      | 60600        |
| Saint-Aubin-sous-Erquery              | 348                      | 6,26       | 56               | 60568      | 60600        |
| Communauté de communes du Clermontois | 37.784                   | 147,20     | 257              | –          | –            |